# Harkabuz
Harkabuz je obec (starostenství) v gmině Raba Wyżna v okrese Nowy Targ, který je součástí Malopolského vojvodství. V obci se hovoří oravským, resp. goralským nářečím.

## Historie
Jméno obce pochází od jména šoltyse Bartoloměje Harkabuze, kterého v roce 1597 pověřil oravský župan Juraj Thurzo vybíráním daní. Do roku 1918 byla obec součástí Uherska, poté byla součástí první československé republiky. Od roku 1920 do roku 1939 byla součástí druhé polské republiky. V letech 1939 až 1945 byla součástí Slovenska.